# شیش
«شیش» (انگلیسی: Sheesh) ترانه‌ای از بیبی‌مانستر گروه دخترانه اهل کره جنوبی برای نخستین آلبوم چندآهنگهٔ گروه به نام بیبی‌مانستر است. این ترانه به عنوان تک‌آهنگ آغازین این آلبوم چندآهنگه در ۱ آوریل ۲۰۲۴ منتشر شد.

## پیش‌زمینه و انتشار
در ۲۸ فوریه ۲۰۲۴، وای‌جی انترتینمنت اعلام کرد که نخستین آلبوم چندآهنگهٔ گروه با نام بیبی‌مانستر در ۱ آوریل منتشر خواهد شد. همچنین اعلام شد که آهیون پس از بهبود یافتن از مشکلات سلامتی خود، به گروه ملحق می‌شود. در ۱۸ مارس، یانگ هیون سوک اعلام کرد که ترانه «شیش» تک‌آهنگ آغازین خواهد بود. تیزرهای موزیک ویدئوی این ترانه با حضور جداگانهٔ هفت عضو گروه (با ترتیب: آهیون، روکا، چیکیتا، رورا، آسا، پریتا و رامی) از ۲۱ تا ۲۷ مارس منتشر شد. در ۲۸ مارس، یک تیزر موزیک ویدئو منتشر شد. این ترانه به همراه موزیک ویدئوی آن و آلبوم چندآهنگه در ۱ آوریل ۲۰۲۴ منتشر شد.

## جدول‌های موسیقی
| جدول (۲۰۲۴)                         | بالاترین جایگاه |
| ----------------------------------- | --------------- |
| ۲۰۰ آهنگ جهانی (بیلبورد)            | ۸۷              |
| اندونزی (بیلبورد)                   | ۷               |
| ژاپن (۱۰۰ آهنگ داغ ژاپن)            | ۵۷              |
| مالزی (بیلبورد)                     | ۷               |
| هلند (۴۰ آهنگ برتر جهانی)           | ۲۳              |
| تک‌آهنگ‌های داخل نیوزیلند (آرام‌اندزد) | ۳۰              |
| سنگاپور (آرآی‌ای‌اس)                  | ۱۴              |
| کره جنوبی (سرکل)                    | ۱۱۸             |
| تایوان (بیلبورد)                    | ۱۶              |

## تاریخچه انتشار
| منطقه | تاریخ        | فرمت                  | ناشر  |
| ----- | ------------ | --------------------- | ----- |
| مختلف | ۱ آوریل ۲۰۲۴ | دانلود دیجیتال استریم | وای‌جی |